# Border (Cricketteam)
Border ist ein südafrikanisches Cricketteam beheimatet in East London, dass bis zum Oktober 2004 in den professionellen nationalen Wettbewerben teilgenommen hat. Von da an wurden sie zusammengeschlossen mit Eastern Province Bestandteil der Warriors und spielten weiter unter dem Namen Border in den zweitklassigen südafrikanischen Wettbewerben.

## Geschichte
Border war lange Zeit in den unteren Regionen der höchsten Ebene des südafrikanischen Cricket zu finden. Erst Ende der 1990er Jahre gelang es der Mannschaft drei Mal zwischen 1999/2000 und 2000/01 sich als zweiter im Currie Cup zu platzieren.
In der Saison 2003/04 wurden die Provinzteams fusioniert und Border formte zusammen mit Eastern Province, die Warriors.
In den folgenden Jahren gelang dem Team bisher zwei Gewinne im List-A-Wettbewerb der nun semi-professionellen Provinzteams zu gewinnen.

## Stadien
Seit 1988 wird der Buffalo Park in East London als Heimstätte der Mannschaft verwendet.

## Erfolge

### First Class Cricket
Gewinn des Currie Cups (0): –
Gewinn des CSA Provincial Three-Day Competition (0): –

### One-Day Cricket
Gewinn des One-Day Cup (0): –
Gewinn des Gillette Cup und Nachfolger (0): –
Gewinn der CSA Provincial One-Day Competition (2): 2012/13, 2014/15

### Twenty20 Cricket
Gewinn der CSA Provincial T20 (0): –